# Antoine Garapon
Antoine Garapon (Caen, 1952) es magistrado, doctor en derecho y secretario general del Instituto de Altos Estudios sobre Justicia (IHEJ) de París.
Es miembro de la Junta Directiva de la Asociación Spitzer Olga, dedicada a la gestión de instituciones para niños y adolescentes con dificultades, desde el año 1993. Anteriormente ejerció como juez de menores en Valenciennes (1980-1982) y en Créteil (1983-1990) y, posteriormente, fue profesor de la Escuela Nacional de la Magistratura entre los años 1990 y 2001.
Es editor de la revista Esprit y ha escrito a menudo acerca de temáticas legales, culturales, históricas y políticas. Dirige la colección «Bien commun» en la editorial Michalon de París y colabora semanalmente con la radio nacional France Culture.
Es autor de más de una treintena de libros, todos ellos dedicados al derecho y a la justicia. Entre sus obras más recientes destacan: Imaginer la loi : le droit dans la littérature (Michalon, París, 2008); Juger en Amérique et en France : culture juridique française et common law (O. Jacob, París, 2003); Des crimes qu’on ne peut ni punir ni pardonner : pour une justice internationale (O. Jacob, París, 2002); Et ce sera justice : punir en démocratie (O. Jacob, París, 2001), y Juez y democracia. Una reflexión muy actual (Flor del Viento, 1998).